# Фанчесс, Девин
Девин Аким Фанчесс (англ. Devin Akeem Funchess, 21 мая 1994, Фармингтон-Хилс, Мичиган) — профессиональный футболист, уайд ресивер. Студенческую карьеру провёл в составе команды Мичиганского университета, на драфте НФЛ 2015 года выбран во втором раунде. В НФЛ выступал в составе «Каролины Пэнтерс» и «Индианаполис Колтс».

## Биография
Девин Фанчесс родился 21 мая 1994 года в городе Фармингтон-Хилс, северном пригороде Детройта. Он учился в школе Харрисона, там же начал играть в футбол, чтобы получить спортивную стипендию в одном из колледжей. За два последних сезона в составе школьной команды Фанчесс набрал 1 161 ярд с десятью тачдаунами. В 2010 году вместе с командой он выиграл чемпионат Мичигана во втором дивизионе. Входил в число лучших игроков штата по версии газеты The Detroit News.

### Студенческая карьера
После окончания школы Фанчесс поступил в Мичиганский университет. Карьеру в NCAA он начал на позиции тайт-энда, в дебютном сезоне сыграл в тринадцати матчах, набрал 234 ярда и сделал пять тачдаунов. В 2013 году он также сыграл в тринадцати матчах и набрал 748 ярдов на приёме, установив рекорд колледжа для игроков своего амплуа. По итогам сезона его признали лучшим тайт-эндом в конференции Big-10.
В 2014 году Фанчесс перешёл на позицию ресивера. Он провёл одиннадцать матчей, все в стартовом составе команды. В первой игре сезона против Аппалачиан Стейт он сделал три тачдауна, установив личный рекорд. После окончания сезона он объявил о выходе на драфт НФЛ. Всего за три сезона Фанчесс провёл за «Волверинс» 37 игр.

#### Статистика выступлений в NCAA
| Сезон | Команда           | Игры | Приём | Приём | Приём | Приём | Вынос | Вынос | Вынос | Вынос |
| Сезон | Команда           | Игры | Rec   | Yds   | Y/A   | TD    | Att   | Yds   | Y/A   | TD    |
| ----- | ----------------- | ---- | ----- | ----- | ----- | ----- | ----- | ----- | ----- | ----- |
| 2012  | Мичиган Волверинс | 13   | 15    | 234   | 15,6  | 5     | 0     | 0     | 0,0   | 0     |
| 2013  | Мичиган Волверинс | 13   | 49    | 748   | 15,3  | 6     | 6     | 34    | 5,7   | 0     |
| 2014  | Мичиган Волверинс | 11   | 62    | 733   | 11,8  | 4     | 2     | -11   | -5,5  | 0     |
| Всего | Всего             | 37   | 126   | 1 715 | 13,6  | 15    | 8     | 23    | 2,9   | 0     |

### Профессиональная карьера
Перед драфтом главным достоинством Фанчесса называли его физические данные и универсальность. Габаритный принимающий, способный сыграть на месте тайт-энда, мог создать трудности для любого игрока обороны. Сайт Bleacher Report отмечал его готовность к игре в НФЛ, навыки чтения действий защитников, умение использовать свои сильные стороны для противодействия сопернику. Играть против лайнбекеров и сэйфти ему позволяет взрывная скорость на коротких дистанциях, бороться за сложные мячи с корнербеками Фанчесс может за счёт грамотной работы корпусом. Главной его проблемой назывались ошибки и потеря концентрации при приёме мяча. Надёжность в этом элементе позволяет компенсировать недостаток максимальной скорости и неспособность оторваться от прикрывающего игрока. В перспективе он рассматривался как цель для передач на среднюю дистанцию в центральной части поля.
На драфте 2015 года Фанчесс был выбран «Каролиной» во втором раунде драфта. В первые два года карьеры в НФЛ он играл нестабильно. Лучшим его результатом стали 473 ярда в чемпионате 2015 года. Тем не менее, за эти два сезона он сделал девять тачдаунов. В сезоне 2017 года он стал лучшим принимающим в составе «Пэнтерс», в играх регулярного чемпионата набрав 840 ярдов с восемью тачдаунами. В 2018 году «Каролина» обменяла в «Баффало Биллс» ресивера Келвина Бенджамина и ожидалось, что Фанчесс заменит его в качестве ведущего игрока команды на этой позиции. Однако сезон сложился неудачно как для него, так и для «Пэнтерс» в целом. На его счету в чемпионате 2018 года оказалось всего 549 ярдов и четыре тачдауна. После его окончания Фанчесс получил статус свободного агента. В марте 2019 года он подписал однолетний контракт с «Индианаполисом».
В составе «Колтс» он стал вторым ресивером после Ти Уай Хилтона. Тренерский штаб рассчитывал, что Фанчесс станет играть заметную роль в пасовом нападении команды, но в первой игре чемпионата против «Лос-Анджелес Чарджерс» он сломал ключицу. Клуб внёс его в список травмированных, где он оставался до окончания сезона. После истечения срока контракта он получил статус неограниченного свободного агента.
Второго апреля 2020 года Фанчесс подписал однолетний контракт с «Грин-Бэй Пэкерс». В июле он объявил о пропуске сезона из-за пандемии COVID-19 и опасений за состояние здоровья членов семьи. По установленным лигой правилам контракт игрока был автоматически перенесён на год. Летом 2021 года он сыграл за «Пэкерс» один предсезонный матч, набрав 70 ярдов. После этого Фанчесс получил травму подколенного сухожилия и выбыл из строя на сезон. В конце августа его контракт с клубом был расторгнут.

#### Статистика выступлений в НФЛ

##### Регулярный чемпионат
| Сезон | Команда            | Игры | Приём | Приём | Приём | Приём | Вынос | Вынос | Вынос | Вынос |
| Сезон | Команда            | Игры | Rec   | Yds   | Y/A   | TD    | Att   | Yds   | Y/A   | TD    |
| ----- | ------------------ | ---- | ----- | ----- | ----- | ----- | ----- | ----- | ----- | ----- |
| 2015  | Каролина Пэнтерс   | 16   | 31    | 473   | 15,3  | 3     | 0     | 0     | 0,0   | 0     |
| 2016  | Каролина Пэнтерс   | 15   | 23    | 371   | 16,1  | 4     | 0     | 0     | 0,0   | 0     |
| 2017  | Каролина Пэнтерс   | 16   | 63    | 840   | 13,3  | 8     | 0     | 0     | 0,0   | 0     |
| 2018  | Каролина Пэнтерс   | 14   | 44    | 549   | 12,5  | 4     | 0     | 0     | 0,0   | 0     |
| 2019  | Индианаполис Колтс | 1    | 3     | 32    | 10,7  | 0     | 0     | 0,0   | 0     |       |
| Всего | Всего              | 62   | 164   | 2 265 | 13,8  | 21    | 0     | 0     | 0,0   | 0     |

##### Плей-офф
| Сезон | Команда          | Игры | Приём | Приём | Приём | Приём | Вынос | Вынос | Вынос | Вынос |
| Сезон | Команда          | Игры | Rec   | Yds   | Y/A   | TD    | Att   | Yds   | Y/A   | TD    |
| ----- | ---------------- | ---- | ----- | ----- | ----- | ----- | ----- | ----- | ----- | ----- |
| 2015  | Каролина Пэнтерс | 3    | 5     | 73    | 14,6  | 1     | 0     | 0     | 0,0   | 0     |
| 2017  | Каролина Пэнтерс | 1    | 4     | 79    | 19,8  | 0     | 0     | 0     | 0,0   | 0     |
| Всего | Всего            | 4    | 9     | 152   | 16,9  | 1     | 0     | 0     | 0,0   | 0     |